# 1960 en aéronautique
Chronologie de l'aéronautique
- 1956
- 1957
- 1958
- 1959
- 1960
- 1961
- 1962
- 1963
- 1964

Cet article présente les faits marquants de l'année 1960 en aéronautique.

## Événements
- En 1960, l'ensemble des compagnies d'aviation du monde (à l'exclusion de la Chine et de l'URSS) ont transporté 108 millions de passagers.

### Janvier

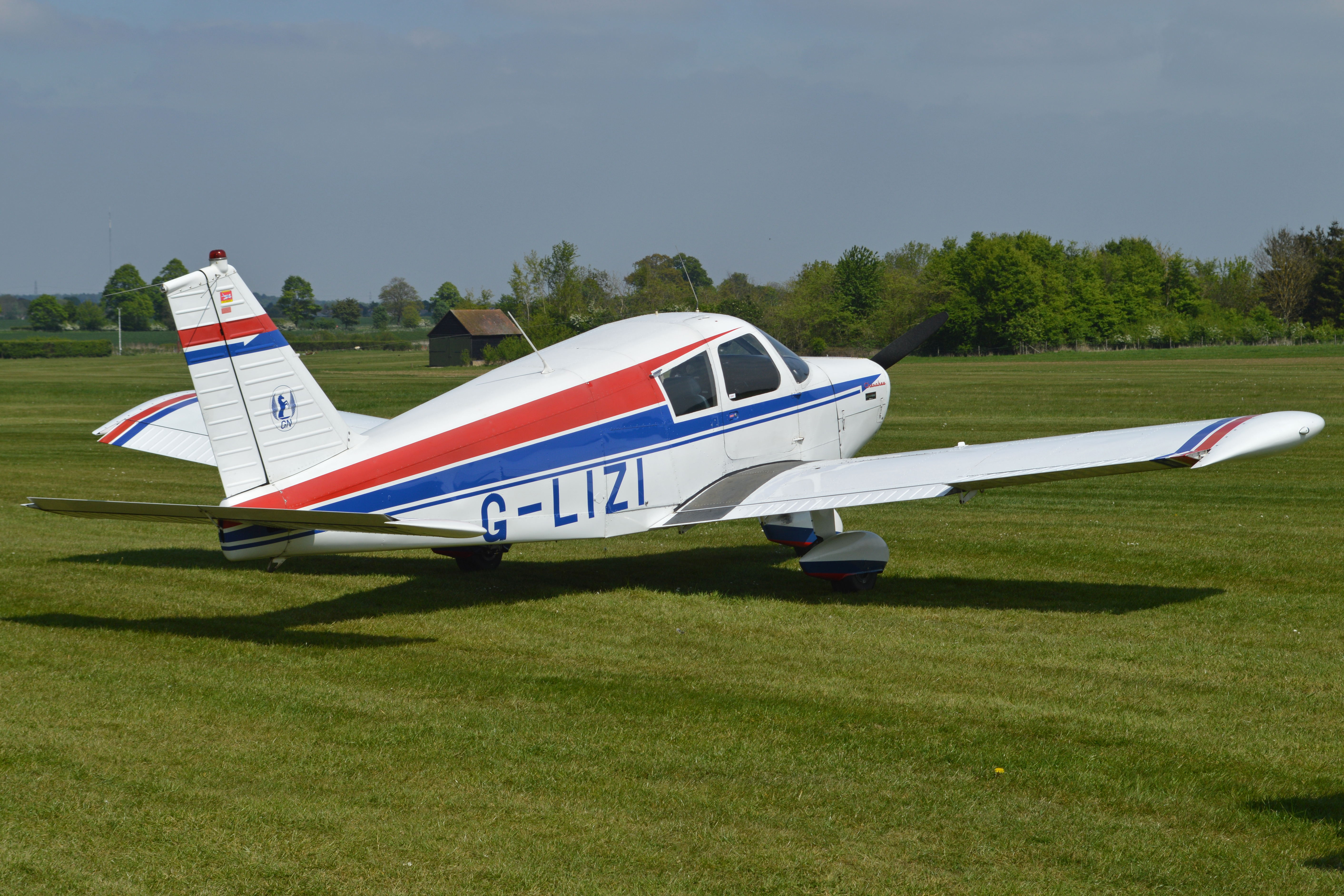
Un PA-28 construit en 1961.

- 14 janvier : premier vol de l'avion léger américain Piper PA-28. Avec plus de 45 000 exemplaires construit en 2023, c'est l'avion le plus construit au monde.
- 15 janvier : premier vol de l'avion agricole australien Yeoman Cropmaster (en).
- 26 janvier : le premier avion lourd de transport équipé de skis se pose à la station américaine de Byrd en Antarctique.

### Avril
- 6 avril : le Short SC.1 (en) effectue la première transition entre un vol vertical et un vol horizontal d'un avion ADAV britannique.
- 22 avril : premier vol du convertible soviétique Kamov Ka-22.

### Mai
- 1er mai : un avion de reconnaissance américain U-2 est abattu au-dessus du territoire soviétique. Le pilote américain Francis Gary Powers est arrêté et condamné le 17 août à 10 ans de prison pour espionnage.

### Juin
- 22 juin : premier vol du Boeing 707, poussé par 4 turboréacteurs, marquant le début de leur utilisation commerciale. Les hélices situées à la sortie des jets permettent une poussée supplémentaire.
- 24 juin : premier vol de l'avion britannique Hawker Siddeley HS.748 à Woodford.

### Juillet
- 19 juillet : premier vol du Beechcraft-SFERMA PD-146 Turbo-Travel Air.

### Août
- 12 août : premier vol libre avec succès d’un hélicoptère drone au monde, le Gyrodyne QH-50 DASH[1].
- 20 août : le Lockheed L-18 Lodestar immatriculé CF-CPA s'écrase dans la toundra québécoise. Plusieurs décennies plus tard, cet appareil fera l'objet d'un projet de récupération et de restauration.
- 26 août : vol du second prototype du Baade 152.

### Septembre
- 19 septembre : un avion Douglas DC-6B de World Airways explose en plein air et s'écrase après son décollage de Guam, causant la mort de 77 personnes dont des militaires américains.

### Octobre
- 8 octobre : le bureau fédéral de l'aviation (FAA) annonce que plus de 70 000 avions civils sont enregistrés aux États-Unis.
- 21 octobre : premier vol captif du chasseur ADAV expérimental Hawker Siddeley P.1127 Kestrel, précurseur du Harrier.
- 24 octobre : sur le cosmodrome de Baïkonour se produit l'explosion d'un moteur de la fusée R-16 provoquant la mort de 91 personnes
- 31 octobre : le département américain de la Défense demande l'augmentation du programme de développement du bombardier supersonique North American XB-70 Valkyrie.

### Décembre
- 14 décembre : un avion B-52G de l'US Air Force réalise un vol de 10 000 miles, en 19 heures et 45 minutes, sans escale et sans ajout de carburant.
- 16 décembre : un DC-8 et un quadrimoteur Constellation entrent en collision au-dessus de la ville de New York et font 136 victimes.